# Margaritis Schinas
Margaritis Schinas (Græsk: Μαργαρίτης Σχοινάς, født 28. juli 1962 i Thessaloniki) er en græsk politiker for partiet Nyt Demokrati. Han har siden 1. december 2019 været EU-kommissær i Von der Leyen-kommissionen hvor han er næstformand for "fremme af vores europæiske levevis". Schinas var medlem af Europa-Parlamentet for Grækenland i 2007-2009 hvor han repræsenterede Nyt Demokrati nationalt og var med i Det Europæiske Folkepartis Gruppe (EFF) i parlamentet. Under Juncker-kommissionen 2014-2019 var ledende talsmand for Europa-Kommissionen, og 2015-2019 vicegeneraldirektør i Generaldirektoratet for Kommunikation i Europa-Kommissionen.